# Alain Bouchard (homme d'affaires)
Pour les articles homonymes, voir Alain Bouchard et Bouchard.
Alain Bouchard, né le 18 février 1949 à Chicoutimi, est un homme d'affaires canadien.

## Biographie
Il est le fondateur et président exécutif du conseil d'Alimentation Couche-Tard et siège sur le conseil d'administration du Groupe CGI, deux multinationales québécoises. Il a également siégé sur le conseil d'administration de Québecor de 1997 à 2009.
Sa valeur nette est évaluée à environ 2,8 milliards de dollars canadiens et il fait partie des vingt personnes les plus riches du Québec, ainsi que des cent plus riches du Canada.
En 2016, Alain Bouchard participe comme mentor au programme Adopte inc., dédié au soutien de jeunes entrepreneurs, et « adopte » l'entrepreneure Judith Fetzer. Il devient alors un mentor pour le développement de l'entreprise Cook it, fondée par Judith Fetzer.

## Distinctions
- Doctorat honoris causa en sciences de la consommation de l'Université Laval[2];
- 2014 -  Officier de l'Ordre national du Québec[3];
- 2018 -  Officier de l'Ordre du Canada[4]